# Харківська кільцева дорога
Харківський кільцевий автомобільний шлях (харківська кільцева дорога) — автомобільна траса в Харкові і Харківській області, що пролягає переважно по адміністративному кордоні міста.
Довжина шляху — 82,7 км, ширина проїжджої частини на різних ділянках становить від 9 до 18 м.
Це один з перших кільцевих шляхів у СРСР, в основному побудована до 1980 року, так і не була добудована в південному напрямку у районі Безлюдівки. Роль відсутньої ділянки виконує Сімферопольське шосе, Мереф'янське шосе і південна ділянка Аерокосмічного проспекту в районі Харківського аеропорту.
З лютого 2012 року ділянка між Харківським шосе і мостом через річку Лопань довжиною 11,2 км називається Лозовеньківський проспект (йде паралельно Лозовеньківському яру і річці Лозовенька).